# Siár
A siár egy kitalált földönkívüli faj a Marvel Comics képregényeiben. Első megjelenésük az X-Men 97. számában volt 1976 februárjában. A fajt Chris Claremont és Dave Cockrum alkotta meg.

## Biológiai jellemzők
A siár humanoid faj, akik madár ősökből fejlődtek ki. Megjelenésükben hasonlítanak az emberre, de testüket szőrzet helyett tollazat borítja, ám hasonlóan az emberhez ez náluk is jelentősen megritkult, kivéve fejükön és alkarjukon. Csontozatuk könnyű és üreges szerkezetű. Egy siár átlagos testi ereje többszöröse egy emberének; földi gravitációs körülmények között nagyjából egy tonnát képesek felemelni. Utódaik tojásból születnek, melyeket speciális kamrákban keltenek ki.
Néha előfordul, hogy egyes egyedek a karjukon erősebb tollazattal születnek és ezáltal képesek repülni.

## Technológiai jellemzők
- fénysebességnél gyorsabb csillaghajók
- energiaalapú fegyverek
- erőterek
- fénysebességnél gyorsabb kommunikációs eszközök
- teleportációs technológia
- hologramtechnológia
- álcázó technológia
- csillagkapu

A siárok számos csillaghajótípussal rendelkeznek, külső megjelenésre némelyik közülük bogarakra vagy madarakra emlékeztet.

## Külső hivatkozások
- A siár faj a Marvel Comics oldalain